# Діармайт мак Майл на м-Бо

Основні королівства Ірландії та королівство Міде — особисті володіння верховного короля Ірландії в ХІ столітті.

Діармайт мак Майл на м-Бо (ірл. — Diarmait mac Maíl na mBó) — верховний король Ірландії. Час правління: 1063—1072. Король Ленстеру, король Дубліну, король Островів. Один з найвидатніших верховних королів Ірландії у переднорманську епоху — його вплив і влада поширювались за межі Ірландії — на Уельс, острів Мен, на Гебридські та Шетландські острови і навіть на Шотландію та Англію.

## Походження та історичний фон
Діармайт мак Майл на м-Бо належав до клану О'Хейннселайг (ірл. — Uí Cheinnselaig) — з групи кланів південно-східного Ленстеру, що називали туатом Фернс (ірл. — Ferns). Його батько — Доннхад мак Діармата (ірл. — Donnchad mac Diarmata) більш відомий як Маел на м-Бо (ірл. — Máel na mBó). До предків Діармайта належав король Ленстеру Крімханн мак Еннай (ірл. — Crimthann mac Énnai), що правив у V столітті. Його прадід — Домналл мак Келлайг (ірл. — Domnall mac Cellaig) належав до королів клану О'Хейннселайг (пом. 974). Матір'ю Діармайта була Айфе (ірл. — Aife) — дочка Гілла Патрайка мак Доннхада (ірл. — Gilla Pátraic mac Donnchada) — короля Осрайге. Діармайт мав рідного брата — Домналла Ремайра, чий син — Доннхад мак Домнайлл Ремайр (ірл. — Donnchad mac Domnaill Remair) став королем Ленстеру.
Клан О'Хейннселайг був сильним кланом в Ірландії, але його могутність була зламана в битві під Ах Селайг (ірл. — Áth Senaig) у 738 році. Суперника і ворогами цього клану був клан О'Дунлайнге (ірл. — Uí Dúnlainge) з північного Ленстеру і володів землями Наас і Кілдер і користувався підтримкою верховних королів Ірландії та королів Міде з клану Холмайн. Така ситуація була до часів короля Бріана Борума, що зламав могутність і безроздільне право на трон О'Нейлів. Занепад клану Холмайн, поразка клану О'Дунлайнге, який очолював Маел Морда мак Мурхада (ірл. — Máel Mórda mac Murchada), що в битві під Клонтарфом у 1014 році став на сторону вікінгів і був разом з ними розбитий, обумовили нове піднесення клану О'Хейннселайг.
У Х столітті вікінги черговий раз спробували завоювати Ірландію. Вони нещадно грабували острів і захопили низку територій, в тому числі Дублін. Але водночас вони будували в Ірландії міста і порти — до цього Ірландія була виключно аграрною країною. Королі Ленстеру мали вигоду від торгівлі і зв'язків з вікінгами, хоч і вікінги захопили їхні території на узбережжі — Дублін, Вексфорд, Вотерфорд. Після розгрому вікінгів королі Ленстеру зміцніли, захопивши міста вікінгів і їх землі.

## Шлях до влади
Діармайт мак Майл на м-Бо як король Ленстеру уклав спілку з Ніаллом мак Еохада (ірл. — Niall mac Eochada) — королем Ольстеру щоб з обох боків чинити тиск на королівства Міде, Брега та Дублін, що були під контролем верховних королів Ірландії. Спілка виявилась успішною — Ленстер зміцнив свій вплив і владу і захопив Дублін.
У 1042 році Діармайт мак Майл на м-Бо став королем Ленстеру і поставив свого сина Мурхада королем Дубліна. Маючи під своїм контролем найбільші міста країни Діармайт мак Майл на м-Бо міг тепер претендувати на трон і корону верховних королів Ірландії, що він і зробив і скинув з трону свого попередника — Доннхад мак Бріайн у 1063 року. Доннхад мак Бріайн зрікся влади і став пілігримом.
У 1066 році Англію захопили нормани, розбивши прихильників англійського короля в битві під Гастінгом. Сини короля Гарольда ІІ Годвінсона втекли з Англії і знайшли притулок в Ірландії у короля Діармайт мак Майл на м-Бо. У 1068 році Діармайт почав готувати флот для вторгнення в Англію.

## Смерть
Але цим планам не судилося бути реалізованими. Діармайт мак Майл на м-Бо вів війну з суперником — Конхобаром О'Маелсехалінном (ірл. — Conchobar Ua Maelsechalinn) — королем Міде. Діармайт загинув під час битви під Наваном (сучасне графство Міт) 7 лютого 1072 року.
Літопис Чотирьох Майстрів" так пише про його загибель:
| «Діармайт мак Майл на м-Бо — король Ленстеру, король Ах-Клях, король Леах-Мога-Нуадат був вбитий і обезголовлений в битві під Одва у вівторок, 7 лютого в битві з Конхобаром О'Маелсехалінном — королем Міде. Разом з Діармайтом були вбиті сотні ватажків вікінгів та багато ленстерців. Про цю смерть Гіллафадрайг О'Феаргайле (ірл. — Gillaphadraig O'Fearghaile) — лорд Фортуаха сказав так: Два, ще сім десятків років після тисячі Після народження Христа У цьому році Діармайт - Перша людина в Ленстері Був по зрадницьки вбитий. Діармайт рудий, Хто був звитяжним у війнах, Чия смерть зробила світ бідним, Забрала героїв Ладранна з їх кораблями, Юнаки миловидні полягли там Разом з вождями Клера і Куаланна Шумить тужливо вітер, Бо загинув король Ріади — король великої доблесті На пагорбі Муйлленн Хулл, Де був хоробрий король у сильній фортеці Шалений вогонь зради спопелив усе, Не знайшлось жодного героя, Що наважився б битися з ним. Це кривава рана у моєму серці, Для господаря Кайдруїма було не просто Знищити нашого благородного ватажка Не вгамується дух Діармайта, Не бути там завтра миру.» |